# Djamaâ el Djedid
Djamaâ el Djedid (الجامع الجديد, « nouvelle mosquée » en arabe) est une des mosquées historiques d'Alger, située dans le quartier de la basse Casbah. Elle a été construite en 1660 dans le style mauresque. Sa proximité avec la mer lui valut aussi son surnom de Mosquée de la Pêcherie.
Elle est construite en pierre, marbre, brique et plâtre. Le décor intérieur est fait de céramique et de bois.

## Inscription de l'ogive du Mihrab
« 
الحمد لله وحده و صلى الله على سيدنا محمد اما بعد رحمكم الله قد اجتهد في بنيان هدا المسجد عبد الله اراجي عضو مولاه المجاهد ي سبيل الله الحاج الحبيب كان الله  له عونا. »
« Louange à Dieu Celui Qui est unique. Que Dieu honore et élève davantage en degré notre maître Mohammed. Ensuite, que Dieu vous fasse miséricorde. Celui qui s'est occupé, avec zèle, et assiduité, de la construction de cette mosquée, l'adorateur de Dieu, qui espère l'indulgence de son Seigneur et qui se consacre à la guerre sainte pour l'Amour de Dieu, c'est El-Hadj Habib, que Dieu l'aide ! »

## Architecture

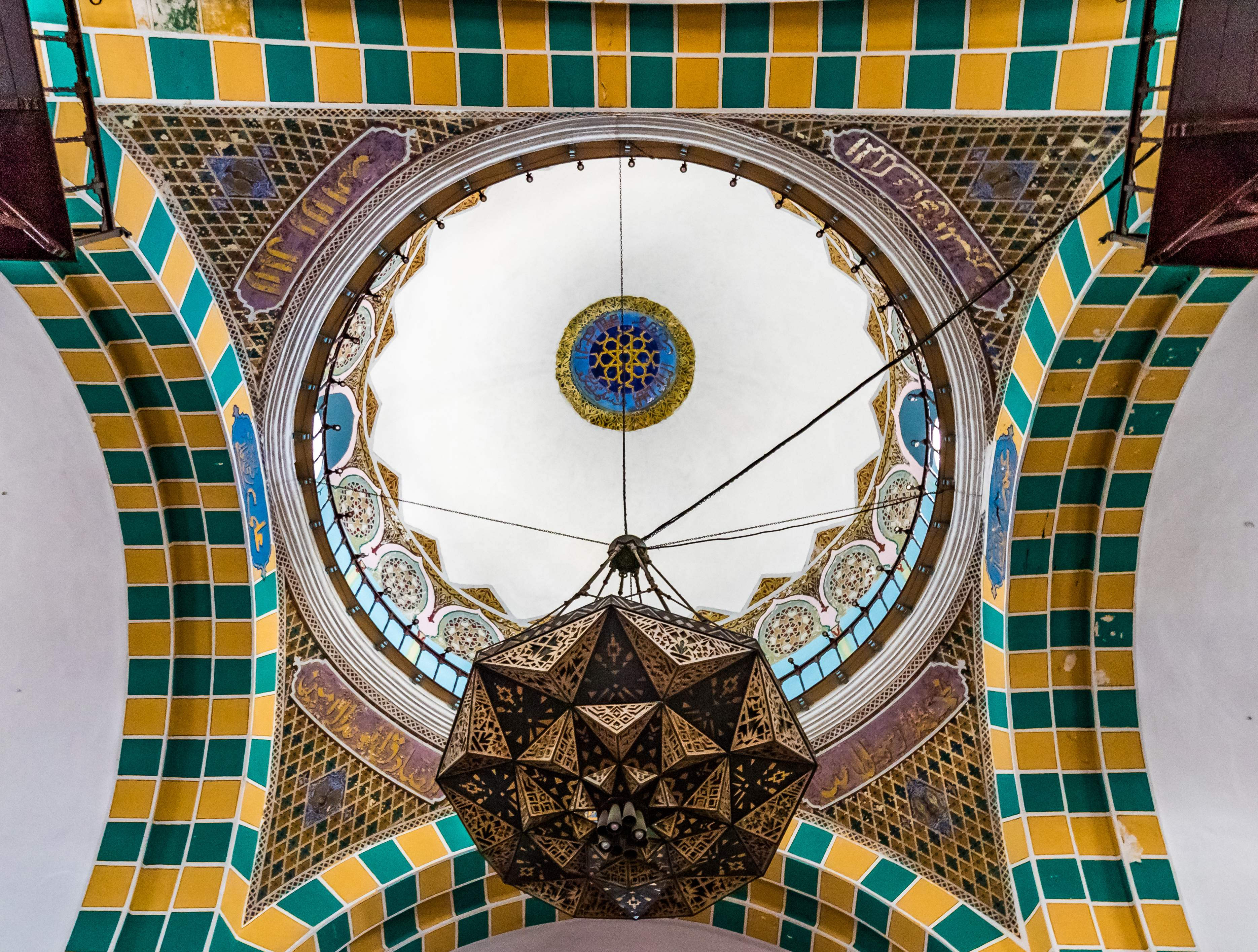
L'intérieur de la coupole de la mosquée

Cette mosquée, l'un des édifices les plus importants de la période ottomane, est encore aujourd’hui le grand temple hanafite. Certaines de ses formes évoquent l’art byzantin. Elle aurait été conçue par le maître d’œuvre musulman al-Hâjj Habîb [réf. nécessaire] qui se conforma aux modèles ottomans, et non comme le raconte la légende par un esclave chrétien qui aurait marqué cette mosquée du symbole de sa foi.
Son plan est basilical avec un transept, lui donnant un plan évoquant une croix latine, ce qui alimenta la légende de son concepteur. Ses trois nefs perpendiculaires au mur de la qibla sont coupées par cinq travées. La nef centrale et l'avant dernière travée sont surélevées formant au niveau du toit une croix latine, dont le croisement des bras est surplombé d’une coupole, tandis que les nefs latérales sont couvertes de coupolettes et de terrasses plates surmontant des arcs de cloître, allégés à leur base de défoncements en arc brisé. La nef centrale est couverte en berceau, ses arcs doubleaux retombent sur des piliers cruciformes ; elle magnifie l’espace de la qibla par une largeur importante et par une coupole sur pendentifs légèrement ovoïde, dont le profil à la pointe nettement accusée rappellerait le dôme de l'église syrienne de Saint-Georges d'Ezra. L’usage des pendentifs évoque les coupoles d'Istanbul. La coupole est circonscrite aux quatre angles par les coupolettes ovoïdes des nefs latérales, qui reposent sur un tambour octogonale et quatre pendentifs. Solution classique dans le monde byzantin, dont on connaît de nombreux exemples à Constantinople, comme à la Kilise Camii. De larges voûtes en berceau relient ces coupoles d'angles. Des massifs de maçonnerie en assurent la stabilité, suivant un procédé familier aux constructeurs byzantins. Les arcs de cloître ont pu être ici préférés aux coupoles car les espaces à couvrir étaient rectangulaires et non carrés.
Son mihrâb possède une niche octogonale, coiffée d'un cul-de-four. La partie inférieure est ornée de carreaux de céramique encadrés par deux plinthes de marbre. Le magnifique minbar en marbre, fabriqué en Italie, provient de la mosquée Es-sayida détruite en 1831, qui se trouvait non loin de là, en face de l’entrée principale du palais de la Jénina.

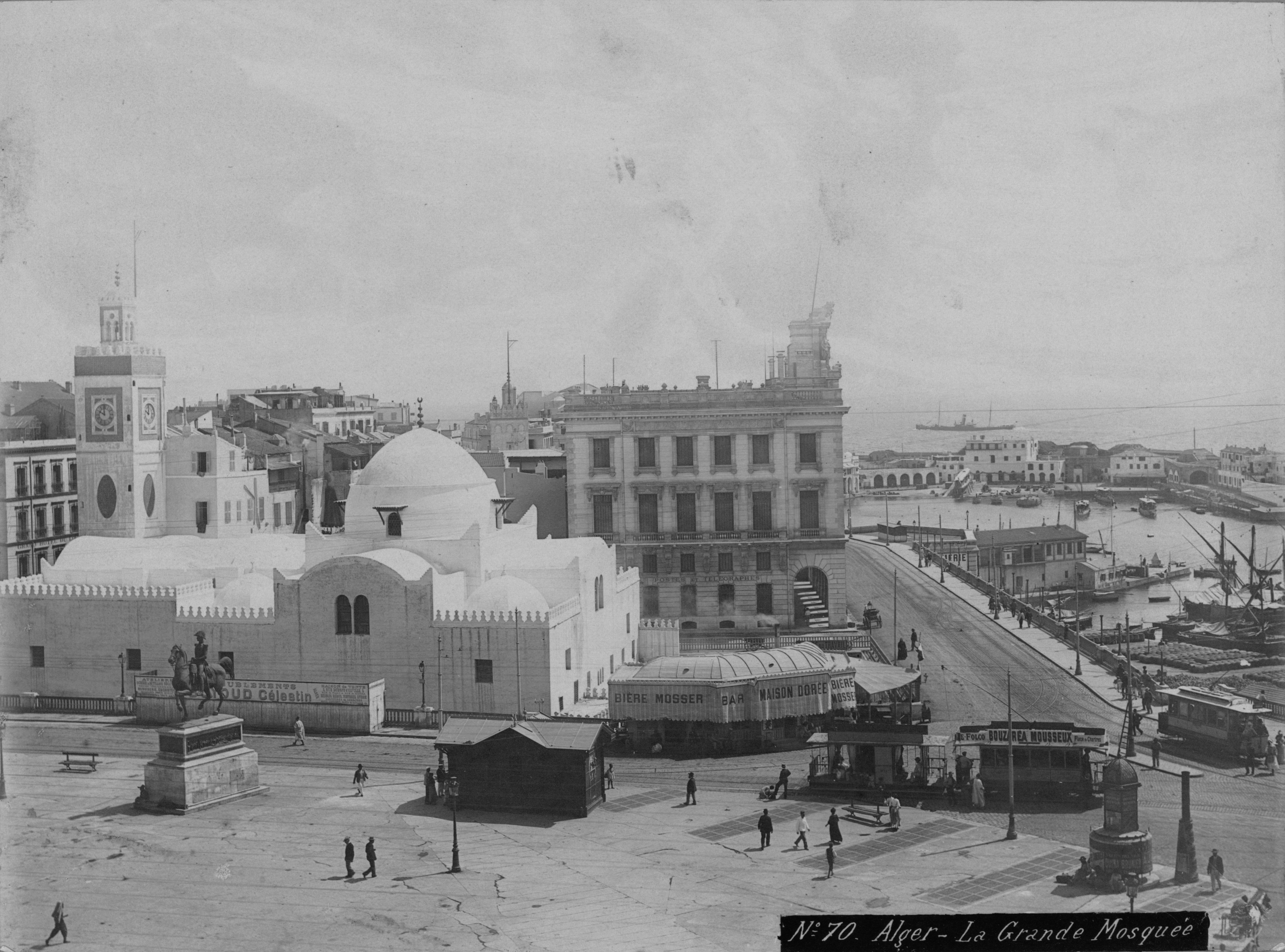
Vue générale, fin du XIXe siècle

Cette mosquée, d'allure si profondément byzantine, est pourvue d'un minaret carré à lanternon de silhouette maghrébine, couronnées d’une frise de céramique, aux proportions très élégantes. Sa forme proche des églises se retrouve dans certaines mosquées de la péninsule balkanique. On rencontre également des édifices algérois au profil similaire, comme les mosquées de Ali-Bitchnin ou de Ketchawa. Il s'agissait surtout d'allonger la salle de prière afin d’augmenter l'espace réservé aux fidèles [réf. nécessaire].